# Stato di necessità
Lo stato di necessità è una causa di giustificazione prevista dal codice penale italiano.

## Disciplina normativa
Secondo l'art. 54 del codice penale:

## Analisi
«Per poter beneficiare della discriminante, il soggetto deve, in primo luogo, aver agito sotto costrizione, dovuta al pericolo attuale di un danno grave alla persona.(...) Tuttavia, la condotta illecita posta in essere deve risultare, oltre che proporzionata al pericolo, "non altrimenti evitabile": il soggetto deve cioè aver agito senza la possibilità di evitare il pericolo attraverso azioni lecite o meno lesive dei beni giuridici protetti».
La scriminante dello stato di necessità presenta numerosi punti di contatto con la esimente della legittima difesa. Se ne differenzia tuttavia per due ordini di motivi:
- In primo luogo l'azione necessitata nella legittima difesa si rivolge contro l'aggressore, mentre nella causa di giustificazione di cui all'art. 54 si rivolge contro un individuo innocente, che non ha dato causa alla situazione di pericolo.
- In secondo luogo l'azione necessitata nella legittima difesa deve tendere a salvaguardare qualsiasi diritto, laddove nello stato di necessità deve mirare ad evitare il pericolo attuale di un danno grave alla persona.

## La dottrina giuridica
Per lungo tempo in dottrina si è ritenuto che la esimente in esame costituisse in realtà una causa di esclusione della colpevolezza. Si riteneva infatti che il presupposto di applicabilità dello stato di necessità fosse l'impossibilità di muovere un rimprovero a colui che, minacciato da una situazione di pericolo, non potesse tenere un comportamento diverso da quello effettivamente tenuto.
Una tale concezione è oggi superata in virtù del dato legislativo di cui all'art. 54 c.p. che equipara la disciplina prevista per il caso in cui l'azione necessitata sia diretta a tutelare un diritto dell'agente, e la situazione in cui invece l'azione necessitata sia teleologicamente orientata a difendere un bene giuridico di una terza persona.

In quest'ultimo caso non può certo sostenersi una inesigibilità psicologica dell'agente, specie ove questi agisca per salvare i beni di un estraneo o di uno sconosciuto.
Alla stregua di questo ragionamento maggior fortuna ha avuto in dottrina la teoria che vede la ragione giustificatrice della esimente in esame nella mancanza di interesse dello Stato a salvaguardare l'uno o l'altro dei due beni in conflitto, dato che uno dei due dovrà certo soccombere. Si pensi al caso paradigmatico dello scalatore che sia costretto a recidere la corda che lo lega al compagno determinando così la morte ma al tempo stesso mettendo in salvo la propria vita.
Una diversa teoria, invece, inquadra lo stato di necessità in termini di scriminante o di scusante a seconda dei beni giuridici in gioco: se l'agente offende un bene giuridico di rango inferiore a quello minacciato (es., Tizio danneggia il vetro di un mezzo pubblico per scampare ad un incendio) si configurerebbe una scriminante; viceversa, se il bene giuridico offeso è di pari rango di quello minacciato (es., il naufrago, per salvarsi la vita, utilizza un salvagente sottraendolo ad un altro naufrago, determinandone così la morte), si configurerebbe una scusante (in tal caso, il naufrago sarebbe chiamato a rispondere di omicidio colposo, e non di omicidio volontario, poiché la scusante si atteggia a causa di esclusione del dolo).